# スター・パーティ
スター・パーティまたはスター☆パーティとは、山梨県北杜市大泉町にある、私立天文台を備えたペンションの名称。　

## 概要
光害の影響の少ない八ヶ岳の麓である清里大泉高原に位置する、日本国内では数少ない天文台を備えたペンションで、「八ヶ岳南麓の星空が美しい」という立地条件及び天文台設備を生かして、アマチュア天文家に対する主鏡の提供だけでなく、天体観測の初心者に対して、基本的な観測レクチャーを行うなど、天体観測に特化した宿泊設備となっている。
スター・パーティは、宿泊施設としてラジオやテレビの旅番組で放送されただけでなく、天文雑誌、ビジネス雑誌にも特集として掲載され、全国的に紹介されている。

## 基本情報
- 所在地:〒409-1501 山梨県北杜市大泉町西井出8240-1263
- 周辺地図：北緯35度53分40秒 東経138度25分02秒 / 北緯35.894506度 東経138.417188度

## 設備
- 天体関連設備　天体観測ドーム＆ミード社製、口径400mmシュミットカセグレイン式望遠鏡1機。プラネタリウム上映設備。貸し出し用の天体観測機器十数台、パーソナルプラネタリウム。
- 宿泊収容人数 13名
- 入浴設備　24時間開放の大型ジェットバス